# Rømø Havn
Der Rømø Havn ist ein dänischer Fischerei- und Sportboothafen, der zudem für die Fährverbindung nach Sylt von der Rømø-Sylt-Linie genutzt wird. Er liegt in der Ortschaft Havneby auf der Insel Rømø in Westjütland.
Der Hafen von Havneby ist ein relativ alter Hafen, der früher von den ansässigen Fischern als Ausgangspunkt zum Walfang genutzt wurde. Er wurde in seiner jetzigen Form in den Jahren 1961 bis 1964 errichtet. 1963 kam der Anleger der Rømø-Sylt-Linie hinzu, der für die im Juni 2005 in Dienst gestellte Fähre SyltExpress umgebaut wurde.
Ein neues Quartier soll auf 17.927 Quadratmeter direkt am Hafen entstehen. Dafür hat die Überseeinsel GmbH, die zum Bremer Projektentwicklungsunternehmen wpd gehört, ein Grundstück erworben und entwickelt dort ein Hotel und Wohnungen für Touristen, Einwohner und Offshore-Service-Mitarbeiter. Zum Beispiel für den etwa 60 km entfernten Offshore-Windpark Butendiek.

Foto von Außendauerausstellung im Ort vor dem Hafen